# Maurice Jarre
Maurice Jarre (13 tháng 9 năm 1924 – 28 tháng 3 năm 2009) là một nhà soạn nhạc cho phim. Ông sáng tác và soạn nhạc cho nhiều phim – nhất là những phim do David Lean đạo diễn như: Lawrence of Arabia (1962), Bác sĩ Zhivago (1965), và A Passage to India (1984). Cả ba công trình nhạc này được lãnh giải Oscar và được xem như là tuyệt tác của ông.
Maurice Jarre cũng sáng tác nhạc đệm cho những phim sau:
| Phim                            | Năm  | Đạo diễn          |
| ------------------------------- | ---- | ----------------- |
| The Damned                      | 1969 | Luchino Visconti  |
| Ryan's Daughter                 | 1970 | David Lean        |
| The Man Who Would Be King       | 1975 | John Huston       |
| Mohamed: The Messenger of God   | 1976 | Mustafa Al Akkad  |
| Top Secret                      | 1984 |                   |
| Dead Poets Society              | 1989 |                   |
| Jacob's Ladder                  | 1990 | .                 |
| Jesus of Nazareth (phim tập TV) | 1977 | Franco Zeffirelli |
| Shogun (TV)                     | 1980 |                   |
| Fatal Attraction                |      |                   |
| The Year of Living Dangerously  |      |                   |
| Gorillas in the Mist            |      |                   |
| Uprising (TV)                   | 2001 |                   |